# Ферма 1 Абай
Ферма 1 Абай (каз. ферма 1 Абай) — населённый пункт в Урджарском районе Абайской области Казахстана. Входит в состав Каракольского сельского округа. Код КАТО — 636467180.

## Население
В 1999 году население населённого пункта составляло 308 человек (158 мужчин и 150 женщин). По данным переписи 2009 года, в населённом пункте проживал 201 человек (107 мужчин и 94 женщины).